# MediEvil (videogioco 2019)
MediEvil è un videogioco in stile avventura dinamica, dark fantasy sviluppato da Other Ocean Interactive e pubblicato da Sony Interactive Entertainment esclusivamente per PlayStation 4 il 25 ottobre 2019.
È il remake del primo MediEvil uscito per PlayStation nel 1998.

## Trama
Medioevo, anno 1286. Il perfido stregone e negromante Zarok intende conquistare la Terra di Gallowmere con un esercito di demoni e non morti. Le truppe del sovrano di Gallowmere, Re Pellegrino, vengono guidate dal Capitano della Guardia, Sir Daniel Fortesque che tuttavia è il primo a morire, colpito all'occhio da una freccia vagante, durante la prima carica. Lo stregone viene sconfitto dalle armate del Re e Sir Daniel viene spacciato per l'eroe che ha sconfitto lo stregone e che ha combattuto valorosamente. Cento anni dopo (nel 1386) lo stregone ritorna e fa risorgere nuovamente i morti nella Terra di Gallowmere, tra questi vi è anche Sir Daniel, ormai ridotto a uno scheletro, che ha l'occasione di redimere il suo onore e sconfiggere realmente lo stregone.
Dan esce così dalla sua cripta, dirigendosi verso l'uscita per la necropoli, ma si ritrova la strada sbarrata. La chiave per l'uscita dal cimitero è in possesso del Demone della Vetrata, uno dei più malvagi servitori di Zarok, il cavaliere decide così di dirigersi al mausoleo in cima alla collina, per affrontarlo. Dopo diverse insidie, Dan sconfigge il Demone, frantumandone il fragile cuore di vetro e recuperando la chiave.
Ritornato al cimitero, Dan prima di uscire dalla necropoli, si ritrova ad affrontare i due Lupi di Pietra, Guardiani del Cimitero. Superata anche questa sfida, il cavaliere non morto attraversa le campagne di Gallowmere, dove si ritrova ad affrontare spaventapasseri animati, contadini zombificati e mostri zucca, tutti frutto del malefico influsso di Zarok.
Giunto al Villaggio Addormentato, luogo maledetto dallo stregone, che ne ha fatto impazzire gli abitanti, Dan scopre che Zarok è alla ricerca di un artefatto chiamato: Artiglio delle Tenebre, custodito dal Sindaco. Riesce a recuperare l'oggetto e a sfuggire alle Guardie a vapore, soldati meccanici, mandati dallo stregone, per poi andare a salvare il Sindaco, attualmente rinchiuso nel Manicomio di Gallowmere da Zarok stesso che intendeva estorcergli l'ubicazione dell'Artiglio.
Attraversati i giardini del manicomio e risolti gli intricati indovinelli di Jack Del Bosco, lo spirito guardiano del posto, Sir Dan si addentra nel manicomio e riesce a salvare il Sindaco, per poi dirigersi verso la Foresta Incantata, unica via per poter proseguire, che passa proprio attraverso il territorio dei Demoni delle Tenebre, antichi servitori di Zarok, ora imprigionati in una cripta segreta, la cui unica chiave è l'Artiglio Demoniaco che il cavaliere ha recuperato al villaggio. 
Inavvertitamente, il cavaliere apre proprio la tomba dei Demoni delle Tenebre e questi ultimi riescono a fuggire, per poi marciare verso il Castello di Re Pellegrino, dal quale partiranno per conquistare tutta Gallowmere in nome di Zarok. Dan riesce a sfuggire all'attacco dei Demoni e dopo aver sconfitto le Diavolette a guardia dell'uscita dalla foresta, può proseguire verso la Palude di Gallowmere, luogo ove un tempo si consumò la medesima battaglia in cui lui perse la vita, ora infestata da morti viventi e anime in pena. Qui incontra il Traghettatore, colui che accompagna le anime perdute nel loro ultimo viaggio verso il regno dei morti. Questi propone un accordo a Dan: se riuscirà portargli otto anime perdute, gli darà un passaggio fino alla città sommersa di Mellowmede. Esaudita la richiesta, i due salpano per l'antica città.
Dopo aver attraversato le rovine di Mellowmede, Dan si addentra nelle Caverne di Cristallo, infestate dai temibili Rinotauri, le stesse creature che distrussero la città, secoli addietro. Qui Dan raggiunge la tana di un enorme Drago, che tenta di cacciarlo via. Dopo essere stato sconfitto, quest'ultimo prega Dan di andarsene, consegnandogli la leggendaria Corazza di drago, una mitica armatura forgiata con la pelle di drago e in grado di far sputare fuoco a chi la indossa. Uscito dalle caverne, Dan si incammina verso il Castello Pellegrino, costruito in cima ad un vulcano attivo e circondato da un fiume di lava incandescente. 
Dopo aver attraversato la Gola di Gallows, il cavaliere non morto raggiunge finalmente il castello, ormai in Rovina e sotto il controllo dei Demoni delle Tenebre che ne hanno imprigionato gli abitanti. Il cavaliere si addentra così nel castello e, dopo averne recuperato la corona, ottiene udienza dal fantasma di Re Pellegrino il quale escogita con lui un piano per distruggere definitivamente i Demoni, facendo crollare loro il castello in testa, per farlo Dan deve dirigersi alla leva che apre le chiuse che impediscono alla lava di uscire e seppellire la fortezza. Il piano ha successo e Dan, per sfuggire alla distruzione, è costretto a lanciarsi fuori dalle mura con una catapulta.
Il viaggio verso la Tana di Zarok prosegue e Dan, dopo essere sfuggito a un gigantesco mostro chiamato Ciciarampa, viene afferrato da un gigantesco uccello che lo porta a bordo di una Nave Fantasma, infestata da pirati non morti. Dopo aver sconfitto il Capitano Pirata e aver conquistato la nave volante, il cavaliere può finalmente dirigersi al covo del nemico. Per poter raggiungere Zarok, Dan deve attraversare il Segnatempo, misteriosa struttura basata sulla misurazione meccanica del tempo, creata dallo stregone per uno scopo misterioso e sorvegliata dalle guardie a vapore. Dopo aver risolto gli enigmi del segnatempo, Dan sale a bordo di un treno magico, che lo porta finalmente di fronte al suo nemico.
Zarok, certo della vittoria, si prende gioco di Dan, sguinzagliandogli contro i suoi guerrieri non morti, i Fazgul. Ma il cavaliere come asso nella manica ha il calice delle anime, oggetto mistico che gli permette di evocare le anime dei soldati che un tempo combatterono al suo fianco nella battaglia di Gallowmere, i quali sconfiggono rapidamente i nemici. Dopo che Dan riesce ad abbattere anche Lord Kardok, il campione di Zarok, lo stregone decide di combattere personalmente, trasformandosi in una mostruosa creatura simile a un drago dal volto umano. Daniel riesce, dopo un duro scontro, a annientare definitivamente il suo avversario che prima di morire innesca la distruzione del proprio covo che inizia a crollare su se stesso. 
Dan riesce a fuggire dal covo malefico prima che venga definitivamente distrutto e con l'aiuto dello stesso uccello che lo aveva portato sul Vascello Fantasma, ritorna alla sua cripta, nel cimitero. Il maleficio di Zarok è così spezzato, tutti coloro che erano stati soggiogati dalla sua magia ritrovano il senno, i morti tornano ad essere tali e Dan può finalmente stendersi e riposare in pace, consapevole di aver riscattato il proprio onore ed essere finalmente divenuto l'eroe di cui parlano le leggende.
Un finale alternativo si ottiene solo dopo aver raccolto tutti e 20 i Calici delle anime. In questo caso, Sir Daniel verrà accolto nel Salone degli Eroi (una sorta di paradiso simile al Valhalla), dove festeggerà insieme a tutti gli altri valorosi di Gallowmere.

## Personaggi
Di seguito sono elencati tutti i personaggi del gioco.

### Principali
- Sir Daniel Fortesque:

Protagonista del gioco, dopo aver passato molto tempo a intrattenere la corte di Re Pellegrino con i racconti delle sue fantomatiche imprese, venne nominato Capitano dei cavalieri reali. Tuttavia, improvvisamente scoppiò la guerra contro l'esercito di Zarok e Dan si ritrovò inaspettatamente a dover guidare le armate di Gallowmere contro l'orda demoniaca. Rimase ucciso appena all'inizio della battaglia, colpito all'occhio durante la prima ondata di frecce. Verrà risvegliato per una casualità del fato dall'incantesimo di Zarok e avrà la possibilità di fermare lo stregone e riscattarsi.
- Zarok:

Antagonista principale del gioco, stregone e necromante, venne bandito dal regno da Re Pellegrino, per i suoi esperimenti sui morti. Decise così di radunare un esercito di demoni e non morti e marciare su Gallowmere ma le sue truppe vennero sconfitte da quelle di Re Pellegrino. Riuscito ad allungare la propria vita, grazie ai suoi incantesimi, Zarok è ora tornato dopo cento anni per lanciare un sortilegio su tutta la terra di Gallowmere. Toccherà a Daniel sconfiggerlo definitivamente.

### Alleati
- Morten:

Il verme che abita nell'orbita vuota di Dan.
- Garguglie Guida:

Statue viventi millenarie, avvertono Dan dei pericoli che corre e lo informano sulla storia di Gallowmere e dei suoi luoghi. Sono sparsi per tutta Gallowmere. Oltre a fornire informazioni utili, alcuni di loro non esitano a farsi beffe di Dan, mettendo in dubbio le sue capacità.
- Mercanti Garguglia:

A differenza delle Garguglie Guida, non parlano, ma hanno comunque una grande importanza, in quanto sono negozianti che, in cambio di denaro, consegneranno a Dan munizioni per le sue armi. Inoltre, quando Dan perde un'arma per mano di un demonietto ladro, sarà possibile riacquistarla presso un Mercante Garguglia. Si dice che questi siano i ricettatori proprio dei demonietti, dai quali acquistano oggetti e armi rubate.
- Emelda, la Strega della foresta:

Strega cacciata dalla sua congrega, in quanto utilizzava il calderone comune per preparare degli immondi intrugli che chiamava "pranzo". Si è in seguito trasferita nella Foresta Incantata. Permette l'accesso alle Caverne delle formiche e ricompensa Sir Daniel con le Cosce di pollo in cambio di sette pezzi di ambra.
- Wartilda, la Strega Zucca:

Strega del campo di zucche, ne ha perso il controllo a causa di Re Zucca che le ha rivoltate contro di lei. Chiede a Dan di uccidere Re Zucca, in cambio gli dona la Gemma di drago in grado di risvegliare il Drago nelle Caverne di cristallo.
- Jack del bosco:

Un'enorme garguglia, è lo spirito guardiano del giardino del manicomio. Non è un vero e proprio alleato, ma risolvendo i suoi enigmi si può trovare l'uscita dal Parco del manicomio.
- Folletti:

Piccole creature alate del sottosuolo, prigioniere nelle caverne delle formiche. Dan dovrà aiutare il loro capo a liberare cinque dei suoi amici folletti e in cambio ricompenseranno Dan con un Calice delle anime.
- Re pellegrino:

Un tempo il saggio sovrano di Gallowmere, che inviò Dan contro l'esercito di non morti di Zarok. Il suo spettro vaga ancora per le Rovine infestate. Dan lo evocherà grazie alla sua corona.
- Sindaco:

Primo cittadino del villaggio ora addormentato dal sortilegio di Zarok, con un passato da avventuriero. Custodisce l'Artiglio delle Tenebre e per tale motivo lo stregone lo rinchiude nel manicomio, per convincerlo a consegnarglielo. Dan riuscirà a salvarlo e in cambio otterrà alcuni oggetti, tra cui la seconda "Gemma di drago".
- Kul Katura:

È il signore dei serpenti. Aiuterà Sir Daniel nei livelli I campi degli spaventapasseri e Le paludi dei morti viventi. Per evocarlo basterà distruggere le casse esplosive (cioè quelle con il teschio davanti).

### Eroi del Salone
- Tim l'Astuto:

Eroe del salone minore, dalle nobili origini, combatté nella battaglia di Gallowmere. Con la sua balestra uccise Lord Kardok, fido condottiero di Zarok, trafiggendogli l'occhio con un tiro da mille metri circa. Tim chiama Daniel con l'appellativo di Capitano, mostrando per lui una grande fiducia e rispetto. Nonostante ciò, secondo la storia di Gallowmere, le vicende di Tim e Daniel sono state invertite, infatti lui risulta morto durante la prima carica, destino toccato invece a Dan.
- Stanyer il Fabbro Ferraio:

Eroe del salone minore, una volta famoso Fabbro Ferraio del villaggio che Zarok ha addormentato. Dona a Sir Daniel il Martello, che, a suo dire, usava oramai solo per schiacciare noci.
- Woden il Potente:

Eroe del salone minore, considerato uno dei più grandi e valorosi di tutta Gallowmere. Tratta Daniel con alterigia e compiacenza, definendolo sdentatello attira frecce; tuttavia, gli dona lo Spadone, augurandosi che non se lo conficchi in un piede.
- Imanzi Shongama:

Eroina del salone superiore, è un'amazzone innamorata di Daniel, che chiama affettuosamente Dany. Gli dona la Lancia.
- Ravenhoose, ultimo Principe dei Centauri:

Eroe del salone superiore, è un centauro morto da diecimila anni, era l'ultimo della sua razza, ormai estinta. Nonostante aiuti Sir Daniel, giudica quest'ultimo privo di nobiltà e non al suo livello. Gli dona diversi tipi di archi, tra cui un arco infuocato e un arco magico.
- Bloodmonath lo Spacca-crani:

Eroe del salone superiore, è un boia e carnefice, racconta che attorno a sé aveva sempre corpi decapitati. È invidioso di Sir Daniel, che chiama Mr Fortesquissimo (Mr Fortisskay nella versione originale) poiché Daniel, nonostante sia morto, è tornato in vita pronto a combattere i demoni di Zarok, cosa che avrebbe tanto voluto fare anche Bloodmonath. Parla con una flessione siciliana, nel doppiaggio italiano. Dona a Dan la sua ascia.
- Karl Sturnguard:

Eroe del salone superiore, odia gli altri eroi del salone perché considerano la miglior strategia l'attacco, mentre crede che per vincere una guerra serva molto più la difesa. Morì durante un banchetto, strozzandosi con una gigantesca salsiccia che cercò di ingoiare intera. Parla con una flessione tedesca. Tratta Daniel con rispetto e gli dona lo Scudo d'oro.
- Dirk il leale:

Eroe del salone superiore; al contrario di Sturnguard, "preferirebbe gettarsi nella mischia con un vassoio da tè piuttosto che con uno scudo da donnicciola". Nonostante queste divergenze, i due erano molto amici ed era presente al banchetto, quando Sturnguard morì. Parla con una flessione romanesca. Dona a Dan la Spada magica.
- Megwynne la Doma-tempeste:

Eroina del salone superiore, divenuta una divinità dopo aver respinto dal suo villaggio i barbari, armata solo di un forcone e di un matterello, mentre teneva in braccio il suo bambino. Colpiti da tale impresa, gli dei le donarono le sue famose Saette, che in seguito dona a Dan.

### Boss
- Demone della vetrata:

Mostruosa creatura di vetro, era una raffigurazione sulla vetrata del mausoleo, animata da Zarok. È il signore del Mausoleo ed è il custode della Chiave del teschio, necessaria a Sir Daniel per uscire dalla necropoli e raggiungere il mondo dei vivi. Apparentemente indistruttibile, l'unico modo per annientarlo è colpirlo al cuore, mentre è esposto.
- Guardiani del cimitero:

Sono due statue di lupo poste a guardia del cimitero, per impedire che i non morti fuggano dal cimitero e si riversino nel mondo dei vivi. Quando Sir Daniel giunge al suo ingresso, i cancelli di entrata ed uscita si chiudono e le statue guardiane prendono vita. Hanno una notevole resistenza e una volta sconfitti, il cavaliere ottiene l'abilità dello Scatto Audace.
- Re Zucca:

Il signore delle zucche, animato dalla magia di Zarok. Vive grazie alle radici impiantate nel terreno ed è in grado di evocare altri schiavi zucca. Per sconfiggerlo, Sir Daniel dovrà distruggere le sue radici, in modo da privarlo della forza vitale.
- Regina delle formiche:

Boss del livello Le caverne delle formiche, Dan deve sconfiggerla per uscire vivo dal formicaio, dopo aver raccolto l'ambra e salvato i folletti.
- Diavolette:

Due sorelle demoniache, a guardia della foresta incantata. Quando non sono occupate ad attaccare i viandanti, sono solite sfidarsi su una gigantesca scacchiera fluttuante, la stessa sulla quale affronteranno Sir Daniel.
- Vecchio Drago cattivo:

Un feroce e irascibile drago che vive nelle Caverne di cristallo, a quanto pare l'ultimo della sua razza. Sir Daniel deve sconfiggerlo per dimostrare di essere degno di indossare la leggendaria Corazza di drago, una corazza mitica forgiata con la pelle di drago e in grado di far sputare fuoco a chi la indossa. Riesce a muoversi all'interno della caverna senza essere visto; l'unico modo per sconfiggerlo è prevedere dove attaccherà per fargli cadere dei massi sulla testa con l'ausilio del martello o del bastone.
- Capitano del Vascello:

Il comandante del vascello fantasma su cui finisce Sir Daniel prima di arrivare alla tana per affrontare Zarok. Solo utilizzando il bastone infuocato, dopo aver combattuto con i marinai, Dan potrà attivare un cannone, puntando il Capitano per colpirlo mentre è in movimento e lo attacca, lanciando vari oggetti, alcuni dei quali infuocati; dopodiché bisognerà usare la Corazza di Drago per accendere il cannone. Parla con un forte accento veneto.
- Lord Kardok:

Potente cavaliere, il miglior uomo al servizio di Zarok. Sopra il suo scheletrico cavallo di fuoco, ancora forte come un tempo, Lord Kardok sarà il penultimo avversario che Dan dovrà affrontare nella sua avventura. Venne ucciso la prima volta da Tim l'Astuto con un colpo di balestra all'occhio.
- Zarok bestiale:

Nella battaglia finale, lo stregone si trasforma in una sorta di terribile drago dal volto umano. Ha una barriera indistruttibile quasi permanente, l'unico modo per danneggiarlo è aspettare che se ne liberi per pochi secondi ed attaccarlo.

## Modalità di gioco
Il gameplay del videogioco è rimasto praticamente identico a quello del gioco originale mentre sono state apportate modifiche alle boss fight con lo scopo di renderle più dinamiche e spettacolari (in particolare quella contro il Re Zucca e soprattutto la battaglia finale in cui Dan affronta prima Lord Kardok ed infine Zarok), tuttavia sono stati resi più fluidi i movimenti e la grafica è stata completamente modernizzata.

### Il tomo di Gallowmere
Novità del remake è l'aggiunta del Tomo di Gallowmere, composto da 70 voci, suddivise in 17 per gli alleati, 42 per i nemici e 11 per i boss. Sbloccando tutte le voci del tomo si sbloccherà il trofeo "Mortem sarebbe orgoglioso".

### Anime smarrite
Altra novità del remake è l'aggiunta di 19 anime che si troveranno sparse nei vari livelli. Una volta raccolte bisognerà risolvere i loro enigmi dando loro l'eterno riposo. Trovando le anime smarrite si sbloccherà il trofeo "Oggetti smarriti" mentre se si darà loro l'eterno riposo si sbloccherà il trofeo "Guida spirituale". Una volta fatto ciò, sarà possibile sbloccare l'intero gioco originale del 1998: nel menu principale apparirà, infatti, una quarta voce "Gioco originale" oltre alle tre già presenti.

## Promozione
Il videogioco viene presentato la prima volta al Playstation Experience del 2017. Allo State of Play del settembre 2019 viene resa disponibile la demo scaricabile su PlayStation Store.
Giocando tale demo è possibile sbloccare un elmo (già presente nella versione giapponese per Playstation) utilizzabile nella versione completa. Questo elmo, se indossato, permetterà di aumentare il livello di difficoltà.

## Doppiaggio
In questa nuova versione, in qualsiasi lingua, si è scelto di mantenere il doppiaggio dell'originale gioco del 1998, compreso l'italiano. 
Unica aggiunta è la voce narrante che oltre ad essere stata completamente ridoppiata in tutte le versioni, è stata aggiunta sia ai libri sparsi per i vari livelli e consultabili, sia nel Tomo di Gallowmere, una guida ai personaggi e ai nemici incontrabili nel gioco. Nell'ultima voce sbloccabile del Tomo, viene rivelato anche il nome della narratrice, Gerardine, doppiata da Lani Minella nella versione originale e da Elisabetta Cesone in italiano.